# Roland Bacri
Pour les articles homonymes, voir Bacri.
Roland Bacri, né le 1er avril 1926 à Alger (Bab El-Oued, le quartier populaire européen d’Alger sous la colonisation française) et mort le 24 mai 2014 à Levallois-Perret, en France, est un humoriste français.

## Biographie
Il fit ses premières armes de journaliste au Canard sauvage de Bernard Lecache à Alger. En 1953, il envoya un poème au Canard enchaîné qui le publia. Une relation épistolaire s'établit entre lui et le rédacteur en chef du journal. En 1956, il est convié à Paris pour une collaboration régulière. Il deviendra ainsi chroniqueur à l'hebdomadaire satirique à partir de 1956 et jusqu'en 1999, année où, âgé de 73 ans, il quitta le journal dans des conditions difficiles, dans une atmosphère de tension avec ses collègues qui le poussaient à prendre sa retraite, ce qu'il acceptait difficilement.
Sous le pseudonyme « Roro de Bab-el-Oued », ainsi que « le petit poète », il signe des textes qui se signalent surtout par l'emploi de l'argot algérois, le pataouète,. Dans cette chronique régulière il ne s'engagea jamais en faveur d'une communauté contre une autre. 
Son frère Jean-Claude, surnommé Jean Claudric, est l'ami et chef d'orchestre d'Enrico Macias, pour qui il composa Les Filles de mon pays et Les Gens du Nord.
Il s’exprime si naturellement en vers que ses amis ont été obligés de lui offrir un Dictionnaire des mots qui ne riment pas.[réf. nécessaire] Son épitaphe sera : « Ici git suis. Ici git reste. » Il repose au cimetière de Levallois-Perret.